# Кизильштейн, Исаак Самойлович
Исаак Самойлович Кизильштейн (1889 — 1931) — революционер и участник Гражданской войны, член Реввоенсовета 5-й армии РККА.

## Биография
Родился в семье врача Самуила (Шмуля) Исааковича Кизильштейна (1864—?) и Елизаветы Вениаминовны Кизильштейн (в девичестве Рейгродской), родом из Сувалок. Учился 8 лет в гимназии, затем закончил экстерном юридический факультет Московского университета. В революционном движении с 16 лет, член РСДРП(б) с 1905 года. В 1906 году арестован, сидел в Таганской тюрьме. Помощник секретаря Московского областного бюро РСДРП в 1908—1909 годах. Арестован в 1909 году в Москве, осуждён, через некоторое время (1910—1911) — на подпольной работе в Москве, опять арестован (1911). В 1911—1912 годах отбывал ссылку в Архангельске,  в 1912—1915 годах — на нелегальной партийной работе в Москве. Был арестован в 1915 в Москве, там же сидел в тюрьме, после чего с 1915 до марта 1917 отбывал ссылку в Иркутской губернии. До сентября 1917 — на партийной работе в Калуге.
Делегат 6-го съезда РСДРП(б), член партийного центра московского комитета РСДРП(б) в октябре — ноябре 1917 года. Участник вооружённого восстания в Москве в 1917 году. С декабря 1917 по март 1918 года  — член президиума Московского областного совета, член коллегии московской ЧК. В 1918—1919 годах — в Красной армии, военком штаба Восточного фронта с сентября до 13 ноября 1918 года, член РВС 5-й армии на Восточном фронте, 11-й армии, 14-й армии, политический комиссар штаба 13-й армии на Южном фронте. В 1919—1921 годах — особоуполномоченный Особого отдела ВЧК, также член комиссии Ф. Э. Дзержинского по снабжению Донбасса (1920).
Работал в органах РКИ Сибири до 1923, затем на хозяйственной работе в ВСНХ. Управляющий инспекцией торгового представительства СССР в Веймарской республике с февраля до июля 1925 года, начальник отдела торгпредств наркомвнешторга СССР в августе-ноябре 1925 года, начальник отдела торгпредств наркомторга СССР с ноября 1925 года до 1927 года. Участник Левой оппозиции. Сотрудник Всесоюзного химического синдиката (Химсиндиката), член правления Всесоюзного объединения химической промышленности (1930). 
Скончался 5 апреля 1931 года. Похоронен в колумбарий Новодевичье кладбище.

## Семья
- Сестра — Мария (Мирра) Самуиловна Кизильштейн (1899—1980), биолог и онколог; в 1936 году арестована и осуждена на 10 лет ИТЛ, находилась в ссылке в Джамбульской области, повторно арестована в июле 1951 года и вновь осуждена на 10 лет ИТЛ[3][4][5]. Реабилитирована Военной коллегией Верховного Суда СССР 20 октября 1956 года и Генеральной прокуратурой Республики Казахстан в июне 1998 года[6].
  - Племянник — Андрей Иванович Воробьёв, академик АМН СССР и РАН, директор НИИ гематологии и интенсивной терапии[7][8].
- Сестра — Зинаида Самуиловна Кизильштейн, преподаватель фортепиано в Музыкально-педагогическом институте имени Гнесиных; была замужем за заведующим Сельхозгизом Михаилом Лазаревичем Михайловым (Меллер, 1897—1938)[5].